# اسکئو
اسکئو (به لاتین: Skive) یک منطقهٔ مسکونی در دانمارک است که در Skive Municipality واقع شده‌است. اسکئو ۱۴٫۹ کیلومتر مربع مساحت و ۲۱۳٬۵۷۳ نفر جمعیت دارد.